# 露德圣母圣殿 (米兰)
露德圣母圣殿（Basilica di Santa Maria di Lourdes）是一座安博礼的天主教宗座圣殿，供奉露德圣母，位于意大利伦巴第大区米兰北区的 Via F.lli Induno 街12号，毗邻米兰纪念墓园 该堂于1925年成为堂区，1958年由若翰·蒙蒂尼枢机，后来的教宗保禄六世升格为宗座圣殿。该堂建于1897-1902年，由建筑师阿尔弗雷多·坎帕尼尼设计，他的风格以米兰新艺术运动和折衷主义建筑而闻名。

## 历史
该堂是由主教安东尼奥·维德马里和他的兄弟唐·朱塞佩建造的，他们于1893年买下了当地一块土地。由于两兄弟之一的喉部肿瘤奇迹般地痊愈，他们在此建造了一个露德圣母山洞。根据两兄弟的许愿，建造还愿教堂的工程于1897年开始，建筑师是坎帕尼尼。1901年夏天完工，但立面尚未完成。专门接待病人的部分，虽然不再使用，但仍然可见到。
该堂原为天主圣三堂（Chiesa della Santissima Trinità）的分堂，直到1910年分离出来，1925年升格为堂区。
在1943年11月第二次世界大战的轰炸中，它遭受了严重的破坏。

## 建筑

### 外观
该堂外观的特点是一个复制的露德圣母山洞，是根据维德马里兄弟的许愿建造，遮住了部分立面。

### 内部

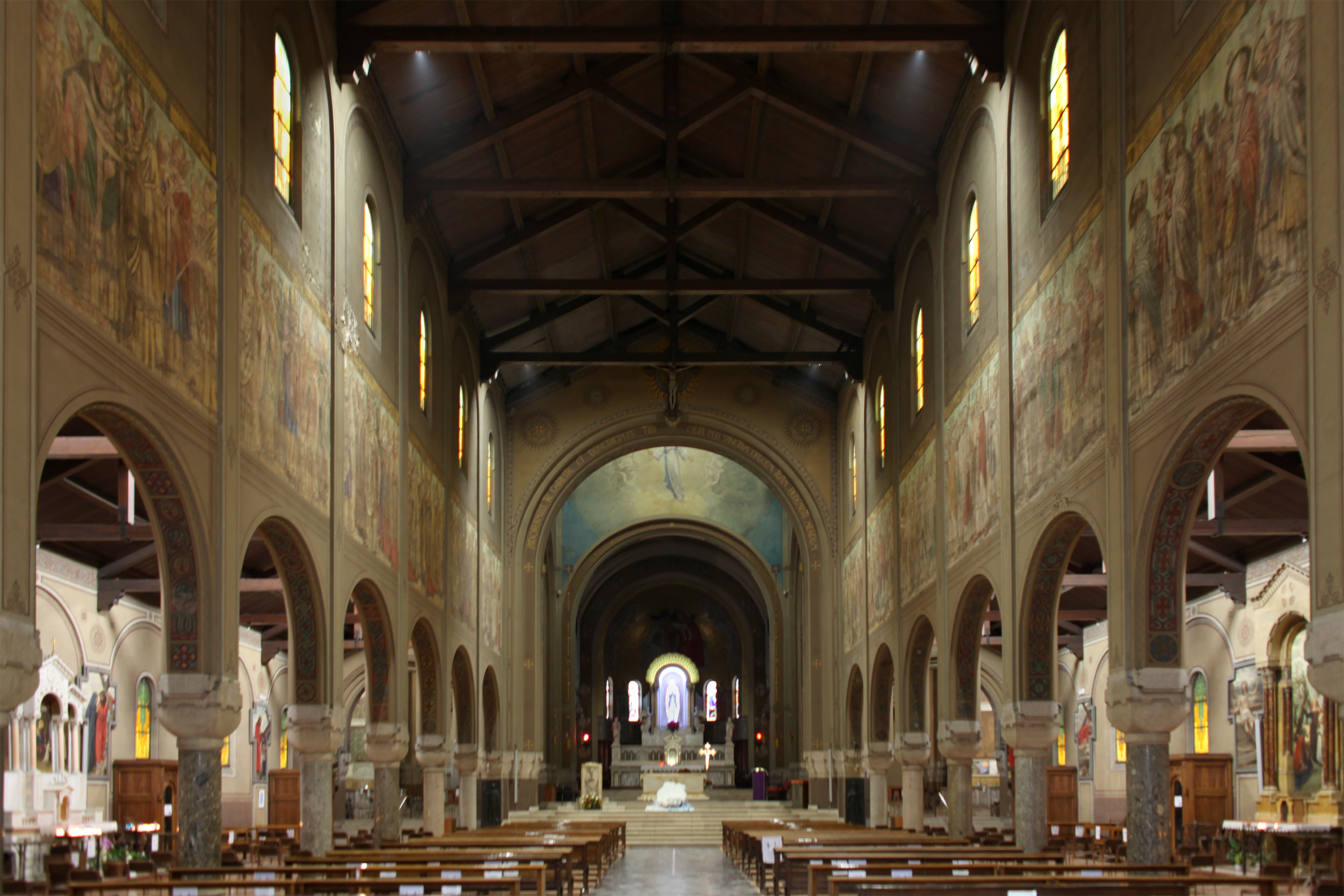
中殿

该堂的中殿是米兰最大的中殿之一，拥有三个走道，中间的较宽，与两侧走道以圆拱柱廊分隔。

### 钟楼
钟楼由朱塞佩·卡洛里设计，通过祭衣间与教堂相连。